# Fuzhiping (sockenhuvudort i Kina, Hunan Sheng, lat 28,90, long 109,92)
Fuzhiping är en sockenhuvudort i Kina. Den ligger i provinsen Hunan, i den södra delen av landet, omkring 310 kilometer väster om provinshuvudstaden Changsha. Antalet invånare är 7 713. Befolkningen består av 3 636 kvinnor och 4 077 män. Barn under 15 år utgör 18,0 %, vuxna 15-64 år 70 %, och äldre över 65 år 11,0 %.
Runt Fuzhiping är det ganska tätbefolkat, med 116 invånare per kvadratkilometer. Närmaste större samhälle är Lingxi, 14,4 km nordväst om Fuzhiping. I omgivningarna runt Fuzhiping växer huvudsakligen savannskog.
Genomsnittlig årsnederbörd är 1 790 millimeter. Den regnigaste månaden är maj, med i genomsnitt 312 mm nederbörd, och den torraste är december, med 28 mm nederbörd.